# امامزاده یحیی بن موسی کاظم

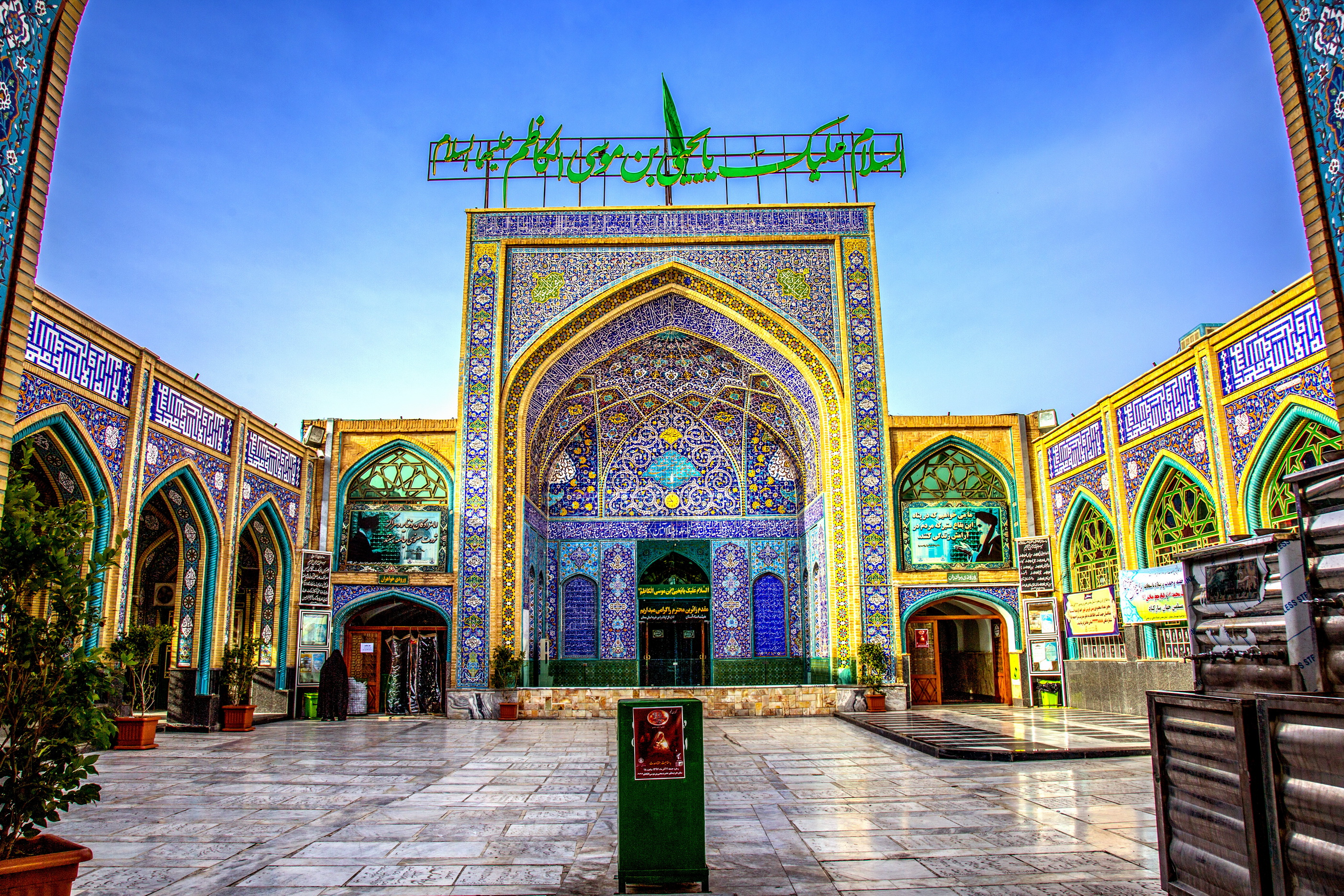
نمایی از آستان امامزاده یحیی بن موسی کاظم در سمنان - ۲۰۱۸

امامزاده یحیی بن موسی کاظم در مرکز بافت قدیم شهر سمنان و در انتهای بازار جنوبی حضرت و در ضلع جنوب غربی تکیه پهنه قرار دارد.

## سندیت
بنا به گواهی «ابن شهر آشوب» در مناقب و صاحب عمدة الطالب و کشف الغمه و کتب دیگر و تأیید محمدصالح حائری مازندرانی که سال‌ها در جوار بقعه سکونت داشته و تحقیقات فراوانی در خصوص این بقعه و سایر بقاع سمنان انجام داده‌است، صاحب بقعه، فرزند بلافصل موسی کاظم امام هفتم شیعیان است که در سال ۱۹۸ هجری قمری هنگام مسافرت علی بن موسی الرضا از مدینه به مرو جزو همراهان او بود و برادرش وی را جهت ارشاد مردم، مأمور کرد. بعد از کشته‌شدن علی بن موسی الرضا به تحریک مأمون خلیفه عباسی، یحیی بن موسی نیز در سمنان، کشته شده و در محل کنونی به خاک سپرده شد.

## ساختمان ظاهری
بقعه دارای گنبد بزرگ و ایوان کاشیکاری شده و حرم و صحن است که ارتفاع ایوان آن حدود ۱۲/۵ متر و کاشیکاری آن در سال ۱۳۳۸ انجام شده‌است.

بخش پایینی ایوان دارای کاشی‌کاری جدیدتری است شامل چهار طاقنمای کاشی‌کاری شده‌است. همچنین در طرفین درب ورودی حرم که در سمت غرب ایوان واقع شده‌است دو طاقنما با کاشی‌های لاجوردی وجود دارد که طاقنمای سمت راست، زیارتنامهٔ یحیی بن موسی و طاقنمای سمت چپ دعای اذن دخول می‌باشد. همچنین دو طاقنمای دیگر یکی در ضلع شمالی ایوان شامل سورهٔ توحید و دیگری در ضلع جنوبی شامل آیه الکرسی وجود دارد. در شمال و جنوب ایوان دو راهرو ایوان را به صحن مرتبط می‌سازد.

قدمت گنبد عظیم بقعه، که بر بالای حرم و بر روی چهار فیل پوش استوار است مربوط به قرن هشتم و دوران مغول می‌باشد. این گنبد پیازی شکل بوده و نمای خارجی آن را کاشی‌های فیروزه‌ای پوشانده که کاشی‌کاری آن در سال ۱۳۴۸ انجام شده‌است.

## مزار شهدای سمنان
در ضلع شمالی حرم امامزاده یحیی، مدفن بیش از ۲۷۰ نفر از کشته‌شدگان سمنانی انقلاب ۱۳۵۷، جنگ ایران و عراق و جنگ داخلی سوریه وجود دارد.

## مشاهیر مدفون در حرم امامزاده
روحانیون سرشناس سمنان
محمدعلی عالمی، نماینده استان سمنان در سومین دوره مجلس خبرگان رهبری
محمدتقی نصیری سمنانی، رئیس اسبق حوزه علمیه صادقیه سمنان
غلامحسین هراتی
محمدرضا فیض سرخه‌ای
مهدی شریفی
سید علی اکبر سیادتی
علی‌اکبر ادب
سید جلال احمدپناهی

کشته‌شدگان سرشناس سمنان در جنگ
حسن شاطری
محمد حسین حمزه
محمد طحان

## مراکز دینی اطراف بقعه
حوزه علمیه صادقیه سمنان به فاصله کمی از این امامزاده قرار دارد. همچنین در شمال این بقعه مسجد جامع سمنان، در شرق آن مسجد امام سمنان و تکیه پهنه و در غرب آن حسینیه اعظم سمنان واقع شده‌است.